# Marie Nováková (spisovatelka)
Marie Nováková (1. července 1883, Praha – 29. listopadu 1954, tamtéž) byla česká spisovatelka, novinářka a překladatelka, autorka především dobrodružných příběhů pro děti a mládež.

## Literární dílo
- Josef a Anna, Ferdinand Svoboda, Praha 1938, román.
- Zelené pobřeží, Stanislav Kuchař, Hradec Králové 1946, ilustroval Zdeněk Burian, dobrodružný chlapecký román.
- Stříbro na hladině, Nakladatelské družstvo Máje, Praha 1948, frontispice Jaroslav Mařan, znovu Růže, České Budějovice 1970, ilustroval Karel Toman, dobrodružný román ze života severoamerických Indiánů.
- Ostrůvek Zelená bota, Albatros, Praha 1974, ilustrovala Květa Pacovská, soubor veselých povídek z prostředí ostrovů v Karibském moři.

## Překlady
- Všichni lidé jsou bratři, Rudolf Škeřík, Praha 1937, spolupráce (pod vedením Zdeňka Vančury) na překladu klasického čínského románu Příběhy od jezerního břehu z anglického převodu Pearl S. Buckové s názvem All Men Are Brothers.[2]